# Glen Renfrew
Glen Renfrew (1928-2006) fut directeur général de l'agence de presse Reuters de 1981 à 1991, après avoir contribué, à la tête du service économie puis de la filiale Amérique du Nord, à la diversification progressive vers les activités boursières au service du Nasdaq américain, jouant un rôle majeur dans l'histoire de l'information financière en direct.

## Biographie
Né en 1928 dans une famille de dix enfants, à Aberdare, dans le sud du Pays de Galles, son père et son grand-père sont mineurs de fond, son père devenant en fin de carrière également pasteur. 
Il fait des études de lettres modernes à l'université de Sydney (Pays de Galles) avant d'entrer chez Reuters en 1952 à l'âge de 24 ans, pour cumuler les fonctions de journaliste et de commercial, de 1955 à 1959 en Afrique du Sud, puis en Asie et en Belgique. Il épousé en 1954 Daphne Hailey qui lui a donné quatre enfants. En 1969, il est nommé directeur adjoint du service économie, où des opportunités de développement apparaissent. Depuis 1967, ce service s'affiche rentable car il a ses recettes propres mais bénéfice de la bonne image du service général. À partir de 1973, les deux services sont rapprochés.

## Les innovations sur le marché américain
En 1964 l'agence de presse lance le "Reuters Ultronics Report", opération à la base du développement des services d'information financière par électronique. Reuters créé à cette occasion le service Stockmaster, qui permet de diffuser les cours de bourse, avec seulement trois chiffres à l'écran. L'accord avec Ultronics Systems permet en particulier le développement des transactions électroniques
 et sur le Nasdaq américain, avec près de 40000 écrans, distribués également par Scantlin Electronics et Bunker Ramo, qui avait racheté la société de télégraphie boursière Teleregister. Il ne sera dénoncé qu'en 1971, pour avoir d'autres partenaires plus grands. Le service est vendu 950 dollars par mois.
De 1971 à 1980, il dirige la filiale Amérique du Nord de Reuters. Renfrew met en œuvre la stratégie d'y développer une activité indépendante des anciens partenaires Associated Press et Dow Jones, décision prise par le directeur général Gerald Long dès le milieu des années 1960. On le décrit alors comme fasciné par la technologie, au point de constituer sa propre usine, à titre personnel, d'assemblage d'ordinateurs, sur Long Island, près de New York.
Bien avant l'avènement d'Internet et de Microsoft, il développe une vision sur l'architecture technologique de Reuters, bâtie sur le recours au satellite et à l'électronique, permettant à chaque utilisateur de commander des flux d'information sur un boitier personnel. Le "Reuters Monitor", utilise en fait plus souvent les lignes téléphoniques classiques que le satellite. Son rival à Londres, Michael Nelson s'inscrit dans cette réflexion technologique.

## L'entrée en Bourse de 1984, en pleine rentabilité
En 1981, le premier succède au second à la direction du groupe, qui affiche 4 millions de livres sterling de bénéfice net dès 1984, l'année de l'entrée en Bourse de Londres et au Nasdaq américain. 
Alors que les profits du groupe ont été multipliés par dix entre 1979 et 1982, grâce aux recettes procurées par le "Reuters Monitor", un débat divise la rédaction du groupe sur une entrée en Bourse, susceptible d'aliéner l'indépendance journalistique. Glen Renfrew fait initialement partie des sceptiques, estimant que Reuters n'a de toute façon pas besoin, sur le plan financier, de cette opération.
Après la cotation réussie de Telerate, son principal concurrent, qui fait un tabac en Bourse, il change d'avis. Combatif, brillant, il est apprécié par les analystes de Wall Street, et l'action Reuters entame une ascension spectaculaire à la bourse de New York. Alors que la capitalisation est 800 millions de sterling en 1984, sept ans après, Reuters dégage un bénéfice net de 300 millions de sterlings, l'année où il prend sa retraite. Il a décliné en 1990 un anoblissement, estimant que les journalistes de Reuters ne doivent pas accepter ce genre d'honneur. Lorsque Peter Job lui succède en 1991, il est de nouveau question de rapprocher le service général et le service économie.